# Бююкдере (квартал)
Бююкдере (на турски: Büyükdere) е квартал в район Саръйер в Истанбул, Турция. Разположен е на европейския бряг на протока Босфор на около 2 км югозападно от Саръйер. Името му означава „голям поток“ на турски, по отношение на реката, която се е вливала тук в Босфора.
14-километров главен път, Бююкдере (булевард), започва на юг от Бююкдере и минава навътре чак до Шишли.
През 19-ти век Бююкдере, подобно на съседната Taрабя, е популярно лятно убежище за членовете на чуждестранната и дипломатическата общност на Истанбул и все още има няколко църкви и сгради на посолства, датиращи от този период. Тогава има фериботен терминал Бююкдере, но въпреки че е възстановен, той не е пуснат отново в употреба (отчасти поради пътя, който е построен пред него върху рекултивирана земя), което означава, че по-голямата част от достъпа до квартала е с автобус по крайбрежния път.

## Интересни места
Музеят Садберк Ханъм, частен музей на археологията и етнографията, се помещава в това, което започва живота си в османско време като дървеното имение Azaryan (Vidalı) Yalısı или крайбрежно имение, принадлежащо на арменски член на парламента. Богатото семейство Коч го купува като дом през 50-те години на миналия век, но през 1980 г. го превръща в частен музей, за да приюти колекциите на съпругата на турския бизнесмен Вехби Коч, Садберк Ханъм. Въпреки това е планирано да отвори врати на ново място на бреговете на Златния рог през 2023 г. като част от проекта Haliçport. Наблизо има втора музейна сграда, в която се съхранява колекцията от дивани и килими на американския изследовател Джоузефин Пауъл.
Бююкдере е дом на гръцка православна църква (Църква Ая Параскеви, 1831), латинокатолическа италианска църква (Санта Мария, 1866), арменска католическа църква (Сурп Богос, 1885) и Арменска апостолическа църква (Сурп Хърипсимянтс, 1886). Джамията Кара Кетюда датира от 18 век.
Сградата на лятното посолство на Испания първоначално е построена от францискански монаси в грандиозен неокласически стил и след това е дарена на испанското правителство през 1783 г., така че персоналът на посолството да има къде да избяга от силната жега на лятото в Истанбул. Друга сграда е Руското лятно посолство, което започва живота си като дом на граф Николай Игнатиев през 1840 г.
С изглед към крайбрежния път ялъ от 18-ти век, някога собственост на Кечеджизаде Фуат Паша, велик везир на султан Абдул Азис, сега е хотел.

## Образователни и държавни институции
Тук има местно основно училище (Mehmet İpkin İlköğretim Okulu), както и професионална гимназия за момичета (Sarıyer Kız Teknik ve Meslek Lisesi). Подоходният данък и противопожарните служби на район Саръйер също са базирани в Бююкдере.
Регионалното командване на турската брегова охрана за Мраморно море и турските проливи е базирано в Бююкдере върху имот от 2,1 хектара (5,2 акра). Седалището му се помещава в ловна хижа, построена за Мехмед VI, последният султан на Османската империя. Някои кораби на бреговата охрана са акостирали на кея Бююкдере.

## Известни жители
- Анастасия Георгиаду (1891–1939), гръцка певица, най-известна като „Deniz Kızı Eftalya“ („Ефталия русалката“).
- Граф Николай Игнатиев, руски посланик 1864-77
- Кечеджизаде Фуат паша, велик везир от 19 век
- Вехби Коч и съпругата му Садберк Ханъм